# 東京防災救急協会
公益財団法人東京防災救急協会（とうきょうぼうさいきゅうきゅうきょうかい）とは、東京都にある公益財団法人である。東京都政策連携団体に指定されている。

## 事業内容
- 防火管理者、危険物取扱者等の防災業務関係者を育成するための事業
- 防災思想の普及及び防災行動力向上のための事業
- 火災を予防し、地震等の災害による被害を軽減するための事業
- 応急手当及び救急についての普及啓発に関する事業
- 救急車の適正利用等の救急需要対策に関する事業
- その他この法人の目的を達成するために必要な事業

## 組織
- 統括本部
  - 総務部
- 防災事業本部
  - 防災事業部
  - 講習事業部
- 救急事業本部
  - 救急事業部
  - 救急指導部

## 沿革

### 財団法人東京防災指導協会
- 1973年(昭和48年)10月 財団法人東京防災指導協会設立として設立
- 2009年(平成21年)7月 公益財団法人に移行

### 財団法人東京救急協会
- 1994年(平成6年)6月 財団法人東京救急協会として設立
- 2009年(平成21年)10月 公益財団法人に移行

### 公益財団法人東京防災救急協会
2010年(平成22年)10月 合併により公益財団法人東京防災救急協会と改称